# Liste des conjointes des souverains d'Iméréthie
La liste des conjointes des souverains d'Iméréthie comprend les noms de toutes les souveraines connues qui règnent, avec leurs époux, sur l'Iméréthie, une province géorgienne historique, entre 1259 à 1810. Elle comprend aussi les épouses des héritiers du trône après l'annexion du royaume d'Iméréthie par l'Empire russe, jusqu'à la renonciation à la prétention au trône de la famille en 2007.
Tandis que les premières souveraines d'Iméréthie portent le titre de « reine de Géorgie » pour démontrer les prétentions de leurs maris sur le royaume unifié de Géorgie, ce titre évolue en fonction de la situation politique de la région. Jusqu'au XIXe siècle, les souveraines prennent le titre de « duchesse de Choropan », « duchesse d'Iméréthie », puis « reine d'Iméréthie » (en géorgien : იმერეთის დედოფალი). À la suite de l'annexion du royaume par la Russie, les épouses sont réduites au rang de « princesse Imeretinskaïa » (en russe : царита Имеретинская).
Ces souveraines sont, à plusieurs reprises, largement impliquées dans les affaires internes du royaume et, au XVIIe siècle, causent de nombreuses guerres civiles pour consolider leur pouvoir. À d'autres moments, elles jouent un important rôle dans les affaires religieuses du pays.

## Contexte historique

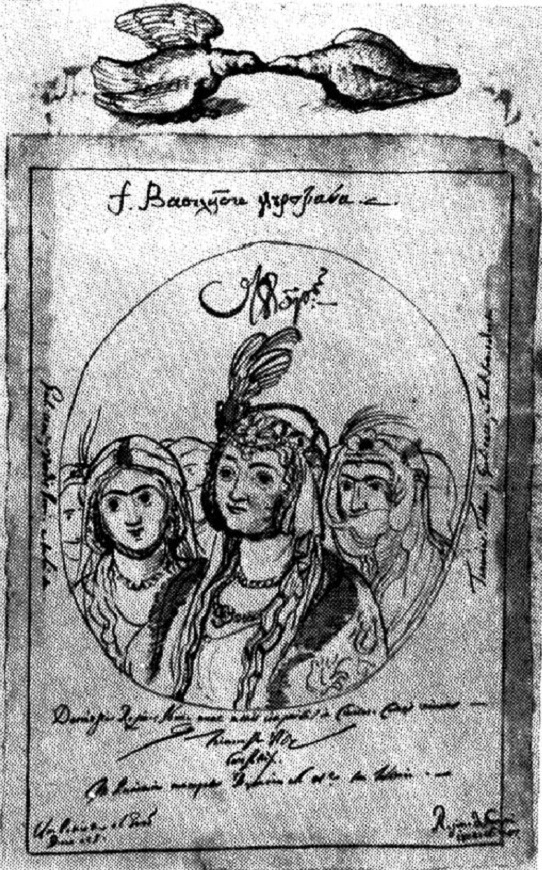
La reine Nestan-Daredjan au centre, qui règne à trois reprises au XVIIe siècle et dont les ambitions mènent à une guerre civile.

L'Iméréthie est, avec le Karthli et la Kakhétie, l'un des trois royaumes historiques géorgiens ayant perduré du XIIIe au XIXe siècle. Représentant la Géorgie occidentale, le royaume s'étend de l'Abkhazie et des montagnes de Circassie au nord jusqu'au Samtskhe et la ville turque de Trébizonde au sud, et de la mer Noire à l'ouest jusqu'au royaume de Karthli à l'est. Toutefois, à travers les siècles, les souverains du royaume perdent le contrôle de nombreuses régions et, lors des guerres civiles du XVIIIe siècle, ils ne comptent que la ville de Koutaïssi et ses environs parmi leurs territoires[réf. nécessaire].
Fondé durant la seconde moitié du XIIIe siècle par le roi David VI de Géorgie, qui tente de créer un royaume géorgien hors de la sphère d'influence des Mongols, le royaume de Géorgie occidentale entre rapidement en guerre avec son homologue oriental, qui annexe l'Iméréthie à deux reprises et transforme le royaume en duché vassal. En 1490, l'indépendance de l'Iméréthie est officialisée à la suite d'un accord entre les souverains de Karthli, de Kakhétie et d'Iméréthie. À travers ces premiers siècles de l'histoire de l'Iméréthie, les conjointes des souverains restent relativement inconnues et l'instabilité du royaume les empêche d'exercer l'influence traditionnellement accordée aux conjoints des souverains géorgiens. Une exception notable existe cependant au XVe siècle avec la princesse Goulkhan Bagration, qui hérite du duché vassal à la mort de son père, Démétrius Ier, et épouse un prince géorgien, Démétrius II, pour fonder une dynastie régionale.
Comme la plupart des autres régions du monde orthodoxe, l'Iméréthie n'applique pas la loi salique et les femmes peuvent hériter du trône. Toutefois, en raison du manque de progéniture femelle chez les rois imères, la seule femme qui hérite des droits de succession est Nino Imeretinskaïa, qui prétend au trône de 1978 à 2007, avant l'abolition des prétentions royales de sa famille[réf. nécessaire].

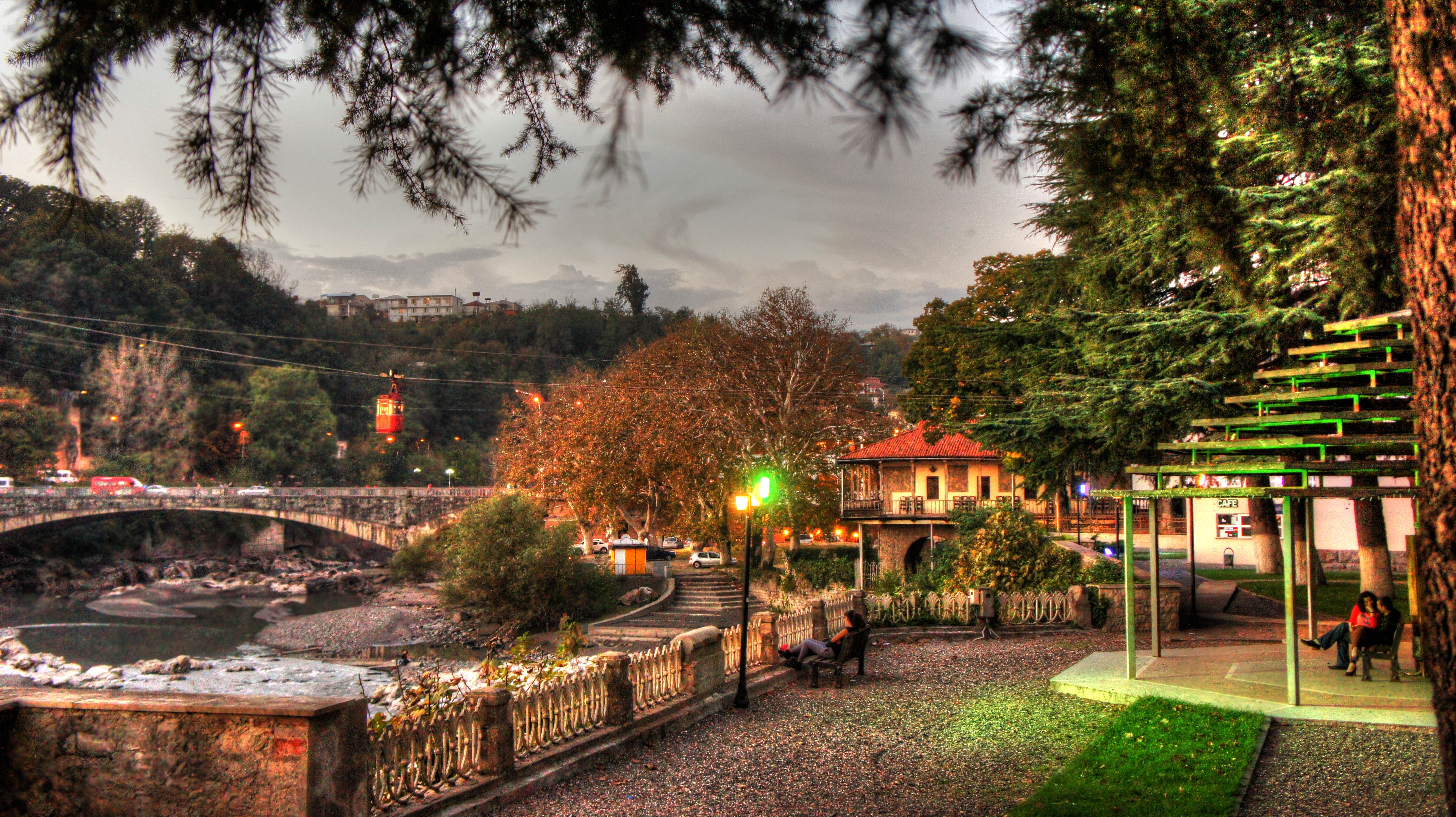
La reine vit au palais royal d'Okros Tchardakhi, à Koutaïssi

Tandis que le royaume d'Iméréthie se stabilise, les conjointes royales jouent un rôle plus important dans les affaires religieuses du pays. À la fin du XVIe siècle, Tamar, femme du roi Alexandre II, est citée pour ses œuvres de charité au monastère de Ghélati. À partir du règne de Tamar, la datation des règnes des souverains imères commence à dépendre de leur mariage. Ainsi, l'historien français Marie-Félicité Brosset raconte, lors d'un rapport historique auprès du gouverneur russe du Caucase : « D'après l'histoire, Alexandre monta sur le trône en 1478 ; mais vraisemblablement il s'était marié en 1483, et date de là son règne conjointement avec Thamar. »
À partir du XVIe siècle, les conjointes royales viennent souvent de familles princières et sont utilisées en gage de rapprochement diplomatique entre les nobles vassaux et le gouvernement central de Koutaïssi. Ainsi, les reines Hélène (reine en 1661), Nina (1681, 1683-1689), Tamar (1716-1720) et une princesse anonyme (1700-1701) viennent de la dynastie des Gourieli, qui règne sur la principauté de Gourie, sur les côtes de la mer Noire, tandis que Marekh (reine en 1586), Hélène-Khouarazmi (1720), Mariam (reine en 1721), Mariam (1752-1766 et 1768-1780) et Mariam (1792-1810) sont des princesses Dadiani, héritières de la puissante famille dirigeant la Mingrélie[réf. nécessaire].
Au XVIIe siècle, les reines d'Iméréthie sont souvent utilisées comme courtières des royaumes voisins de Karthli, dont les rois tentent à plusieurs reprises de reformer la Géorgie via une unification des trois branches régnantes des Bagrations. Toutefois, cette stratégie est l'une des premières causes des guerres de succession à Koutaïssi (1660-1668), durant lesquelles neuf souverains se succèdent sur le trône. En effet, à la suite de la mort d'Alexandre III, qui décède en 1660 sans enfant, il laisse son royaume au jeune Bagrat V, qui est rapidement déposé lors d'un coup d'État organisé par sa belle-mère, Nestan-Daredjan. Les historiens modernes s'accordent sur le fait que cette dernière, qui a fait aveugler Bagrat V et a pris le contrôle du royaume en faisant couronner son second époux, agit alors au nom de son père, Teimouraz Ier, ancien roi de Kakhétie et de Karthli. De la même manière, Kethevan, petite-fille de Teimouraz Ier, épouse le prince Artchil de Karthli et l'aide à prendre le contrôle de l'Iméréthie après la mort de Nestan-Daredjan[réf. nécessaire].
En 1810, l'Empire russe annexe l'Iméréthie. Les princes héritiers sont alors assimilés à la noblesse russe par leur mariage avec des nobles de leur nouveau pays À partir de 1815, plus une seule conjointe des princes royaux ne vient de Géorgie[réf. nécessaire].

## Titulature

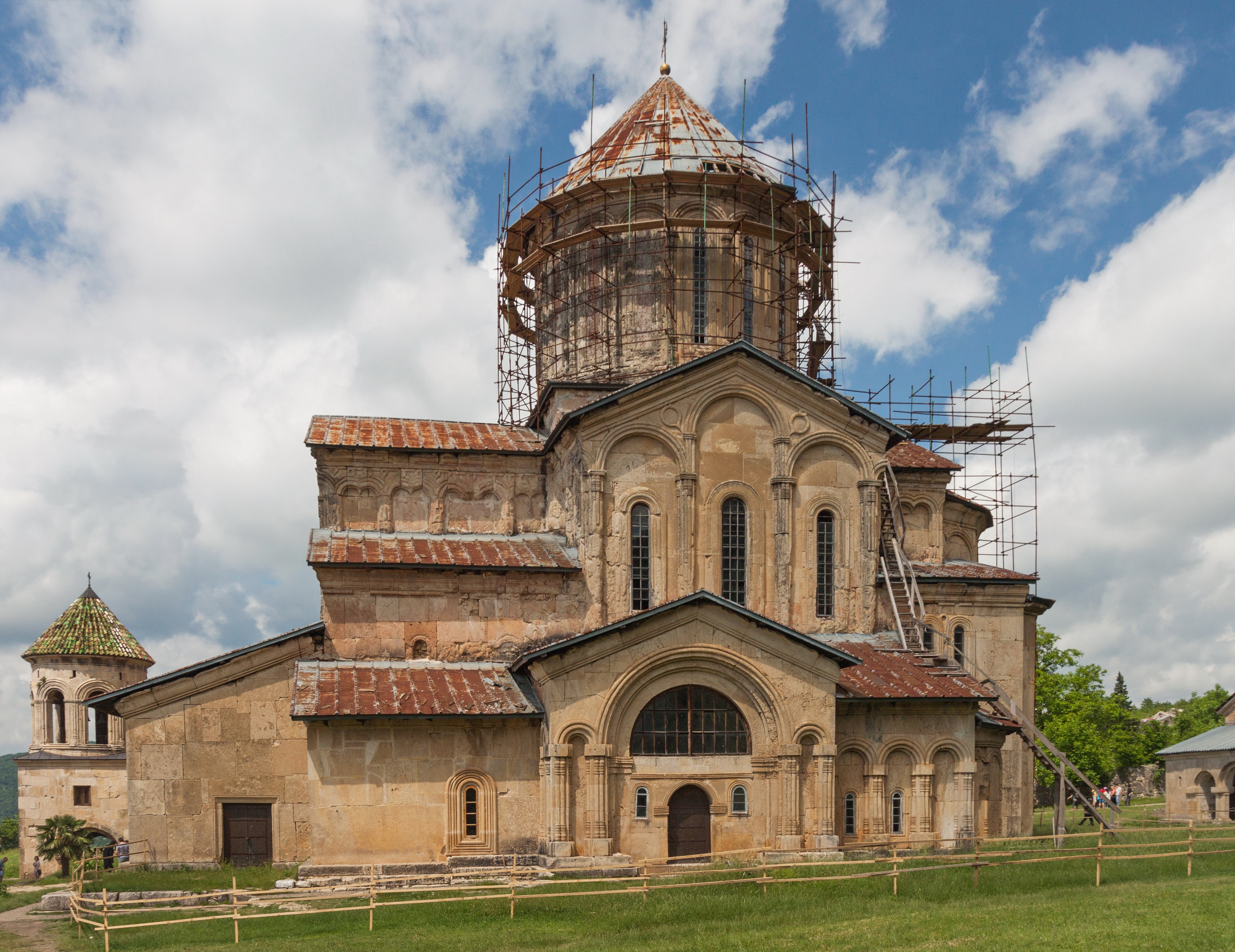
Le monastère de Ghélati contient un grand cimetière royal, dont font partie les tombes de nombreuses reines d'Iméréthie.

Durant le Moyen Âge, les épouses des souverains d'Iméréthie adoptent plusieurs titres de noblesse, en fonction de la position de leurs époux. D'après les pièces de monnaie contemporaines, la première reine, Théodora Paléologue, garde son titre grec d'Augusta (αὐγούστα), ce qui démontre son origine impériale byzantine. Jusqu'en 1330, les rois de Géorgie occidentale ne contrôlent que l'Iméréthie, mais étendent leurs prétentions sur toute la Géorgie, ce qui donne aux reines le titre suivant : « Reine des Abkhazes, Kartvels, Rans, Kakhétiens et Arméniens et Maîtresse de toute la Géorgie et du Nord. »
À plusieurs reprises, les conjointes royales prennent le titre de « duchesse de Choropan » (1330-1387) et « duchesse d'Iméréthie » (1401-1463) lors de l'annexion du royaume par le reste de la Géorgie. C'est à la suite de l'indépendance définitive de l'Iméréthie en 1490 que les reines adoptent leur titre final : « Par la Grâce de notre Seigneur, reine des reines des Abkhazes, Rans, Kakhétiens et Arméniens, et reines des deux trônes et royaumes d'Iméréthie et Amiéréthie. »
À la suite de l'annexion du royaume par l'Empire russe, les épouses des héritiers du trône reçoivent du Conseil de l'Empire le titre de « Tsarita Imeretinskaïa », un titre de noblesse signifiant « Reine d'Iméréthie ». Ce titre est perdu après la Révolution russe de 1917. Jusqu'en 1974, les épouses des prétendants au trône, qui émigrent au Royaume-Uni, gardent leur titre honoraire de « Princesse Imeretinski », mais la dernière conjointe d'un prétendant au trône, Romina Lorraine, meurt en 1974[réf. nécessaire].

## Listes

### Royaume de Géorgie occidentale (1259-1330)
| Portrait                                    | Nom et titre(s)                                                                | Conjoint (Règne)             | Filiation                          | Éléments biographiques |
| ------------------------------------------- | ------------------------------------------------------------------------------ | ---------------------------- | ---------------------------------- | --- |
|                                             | Théodora Paléologue (morte avant 1268) Reine de Géorgie occidentale (1254 - ?) | David VI Narin (1259 - 1293) | Maison Paléologue N. N. Tornikaïne | Theodora est offerte en épouse au roi David VI Narin en 1254, alors que le roi règne toujours sur l'ensemble de la Géorgie. Elle est probablement la mère des fils aînés du roi, dont Constantin Ier d'Iméréthie. Elle meurt avant 1268, la probable année où David VI se remarie. |
|                                             | Tamar Amanelisdze Reine de Géorgie occidentale (1268 - ?)                      | David VI Narin (1259 - 1293) | Maison Amanelisdze                 | La reine Tamar épouse David VI probablement en 1268 et donne naissance à certains des fils royaux. Entre 1268 et la mort de son mari en 1293, elle vit au monastère de Ghélati où elle prie à la mémoire de l'ancienne reine Tamar de Géorgie.                                     |
| Célibat du roi Constantin Ier (1293 - 1327) |                                                                                |                              |                                    | |
|                                             | N.N Reine de Géorgie occidentale (durée de mariage inconnue)                   | Michel (1327 - 1329)         | Inconnue                           | Le nom de la femme au roi Michel reste inconnu. Elle serait la mère de Bagrat Ier. |
| Célibat du roi Bagrat Ier (1329 - 1330)     |                                                                                |                              |                                    | |

### Duché de Choropan (1330-1387)
| Portrait | Nom et titre(s)                                                 | Conjoint (Règne)            | Filiation                                          | Éléments biographiques |
| -------- | --------------------------------------------------------------- | --------------------------- | -------------------------------------------------- | --- |
|          | N.N. Djakeli Duchesse de Choropan (1358 - ?)                    | Bagrat Ier (1330 - 1372)    | Maison Djakeli Qvarqvaré II Djakeli (mort en 1361) | La duchesse de Choropan est la fille du duc Qvarqvaré II de Meskheti. Elle épouse le duc Bagrat en 1358 et donne naissance à trois fils, tous des souverains d'Iméréthie.                                                                        |
|          | Anne Orbeliani Duchesse de Choropan (durée de mariage inconnue) | Alexandre Ier (1372 - 1387) | Maison Orbeliani Pelgini Orbeliani                 | La duchesse Anne est héritère de l'une des plus puissantes familles géorgiennes au Moyen Âge. Les circonstances et la date de son mariage ne sont pas connues. Elle donne naissance au prince Démétrius Ier et à Tamar, future reine de Géorgie. |

### Premier Royaume d'Iméréthie (1387-1401)
| Portrait                                                                | Nom et titre(s)                                              | Conjoint (Règne)            | Filiation                          | Éléments biographiques |
| ----------------------------------------------------------------------- | ------------------------------------------------------------ | --------------------------- | ---------------------------------- | ---------------------- |
|                                                                         | Anne Orbeliani Reine d'Iméréthie (durée de mariage inconnue) | Alexandre Ier (1387 - 1389) | Maison Orbeliani Pelgini Orbeliani | Voir ci-dessus         |
| Célibat du roi Georges Ier (1389 - 1392)                                |                                                              |                             |                                    |                        |
| Interrègne lors de l'annexation du royaume par la Géorgie (1392 - 1396) |                                                              |                             |                                    |                        |
| Célibat du roi Constantin II (1396 - 1401)                              |                                                              |                             |                                    |                        |

### Duché d'Iméréthie (1401-1463)
| Portrait | Nom et titre(s)                                                   | Conjoint (Règne)            | Filiation                                             | Éléments biographiques |
| -------- | ----------------------------------------------------------------- | --------------------------- | ----------------------------------------------------- | --- |
|          | N.N. Duchesse d'Iméréthie (durée de mariage inconnue)             | Démétrius Ier (1401 - 1443) | Inconnue                                              | Le nom de la duchesse reste inconnu, tout comme la date de son mariage à Démétrius Ier. Toutefois, elle donne naissance à une fille qui hérite du duché à la mort de son père. |
|          | Goulkhan Bagration (? - 1471) Duchesse d'Iméréthie (1446 - 1451)  | Démétrius II (1446 - 1455)  | Maison Bagration Démétrius Ier d'Iméréthie (? - 1443) | Goulkhan est la fille du duc Démétrius Ier. En tant que telle, elle est offerte en mariage en 1434 au prince Georges Bagration, avant d'épouser son neveu Démétrius après la mort de Georges. C'est grâce à cette union que Démétrius II devient souverain d'Iméréthie, tandis que son fils Bagrat (fils de Georges) fonde la dynastie des Bagrations d'Iméréthie. |
|          | Hélène (morte le 3 novembre 1510) Duchesse d'Iméréthie (? - 1463) | Bagrat II (1455 - 1463)     | Inconnue                                              | Hélène est une des reines d'Iméréthie sans aucune information généalogique. Elle épouse le roi Bagrat à une date inconnue, et devient reine de toute la Géorgie quand celui-ci envahit le Karthli en 1465. Elle meurt en 1510, sous le règne de son petit-fils, Bagrat III.                                                                                        |

### Second Royaume d'Iméréthie (1463-1810)
| Portrait                                       | Nom et titre(s) | Conjoint (Règne)                                               | Filiation | Éléments biographiques |
| ---------------------------------------------- | --- | -------------------------------------------------------------- | --- | --- |
|                                                | Hélène (morte le 3 novembre 1510) Reine d'Iméréthie (1463 - 1478)                                                                               | Bagrat II (1463 - 1478)                                        | Inconnue | Voir ci-dessus |
|                                                | Tamar (morte le 12 mars 1510) Reine d'Iméréthie (1483 - 12 mars 1510)                                                                           | Alexandre II (1478 - 1er avril 1510)                           | Inconnue | Tamar vient d'une famille inconnue mais épouse le roi Alexandre II en 1483 et joue un grand rôle dans la promotion du catholicossat d'Abkhazie. Elle meurt en 1510 pendant l'invasion ottomane de Koutaïssi, moins d'un mois avant la mort d'Alexandre II. |
|                                                | Hélène (morte en 1548) Reine d'Iméréthie (? - 1548)                                                                                             | Bagrat III (1er avril 1510 - 1565)                             | Inconnue | La vie de la reine Hélène est peu connue. Elle meurt en 1548 après avoir donné naissance aux cinq enfants du roi Bagrat et est enterrée au monastère de Ghélati. |
|                                                | Martha Reine d'Iméréthie (vers 1557) | Bagrat III (1er avril 1510 - 1565)                             | Inconnue | Les généalogistes et historiens modernes contestent l'existence de la reine Martha, même si l'historien français Marie-Félicité Brosset fait part d'une inscription sur une croix offerte au patriarche Evdémon Ier Tchkheidzé par la reine Martha, femme de Bagrat III. |
|                                                | Roussoudan Chervachidze (morte le 4 août 1578) Reine d'Iméréthie (1565 - 4 août 1578)                                                           | Georges II (1565 - 1585)                                       | Maison Chervachidze N.N. d'Abkhazie | Roussoudan vient de la dynastie souveraine de la principauté d'Abkhazie. Elle épouse le prince héritier Georges en 1563 en tant que sa seconde épouse, et donne naissance à deux fils, avant de mourir en 1578. |
|                                                | Tamar Diasmidze (morte après 1586) Reine d'Iméréthie (? - 1585)                                                                                 | Georges II (1565 - 1585)                                       | Maison Diasamidze Chirmazan Diasamidze | Tamar vient d'une famille noble et anti-persane du Samtskhe. Elle est la troisième femme de Georges II après la mort de Roussoudan. Elle donne naissance à trois fils, avant de mourir après l'ascension au trône de son beau-fils, Léon. |
|                                                | Marekh Dadiani Reine d'Iméréthie (1586 - ?) | Léon Ier (1585 - 1589)                                         | Maison Dadiani Léon Ier de Mingrélie (mort en 1572) Marika | Sœur aînée du prince Georges III de Mingrélie, elle épouse en premier le prince Qvarqvaré V Jakéli, dont elle divorce en 1580. En 1586, elle est mariée au roi Léon Ier, suzerain de son frère, qui est capturé et emprisonné trois ans plus tard par un autre frère à Marekh, Mamia IV de Mingrélie. |
|                                                | N.N. Reine d'Iméréthie (durée de mariage inconnue)                                                                                              | Bagrat IV (1589 - 1590)                                        | Inconnue | La femme du roi Bagrat IV est inconnue. Elle est probablement la mère du prince Alexandre, qui vit en Karthli en 1605. |
|                                                | Tinatin Jakéli (morte en 1610) Reine d'Iméréthie (1597 - 1605)                                                                                  | Rostom Ier (1590 - 1605)                                       | Maison Jakéli Manoutchar II Jakéli (vers 1550 - 1614) Hélène Bagration | Peu d'information existe sur la vie de la reine Tinatin, qui est une princesse venant de la Maison Jakéli, qui contrôle la province rebelle de Samtskhe. Elle épouse le roi Rostom en 1597, mais meurt sans enfant en 1610. |
|                                                | Tamar (morte après 1639) Reine d'Iméréthie (durée de mariage inconnue)                                                                          | Georges III (1605 - 1639)                                      | Inconnue | Les origines de la reine Tamar se sont pas connues. Elle est probablement la mère des trois fils de Georges III, dont le roi Alexandre III. |
|                                                | Nestan-Daredjan Bagration (morte en 1668) Reine d'Iméréthie (première fois ; 1639 - 4 mars 1660)                                                | Alexandre III (1639- 1er mars 1660)                            | Maison Bagration Teimouraz Ier de Kakhétie (1587 - janvier 1663) Khvarachan Darejan Bagration (morte en 1659) | Née vers 1615 elle est la jeune veuve du duc Zourab d'Aragvi quand elle épouse le prince héritier Alexandre d'Iméréthie en 1629 avec le but d'unifier la Géorgie occidentale au reste des domaines de Teimouraz Ier de Kakhétie. Elle reste reine jusqu'à la mort de son mari en 1660 et mène à une guerre de succession pour conserver le pouvoir dans les années 1660. |
|                                                | Kethevan Bagration (1648 - 5 mai 1719) Reine d'Iméréthie (première fois ; 4 mars 1660 - septembre 1660)                                         | Bagrat V (4 mars 1660 - septembre 1660)                        | Maison Bagration David Ier de Moukhran (mort en 1648) Hélène Diasamidze Meskhe | Petite-fille du roi Teimouraz Ier de Kakhétie et nièce de la reine Nestan-Daredjan, elle est élevée par sa tante jusqu'à la mort d'Alexandre III. Trois jours après les funérailles du roi, elle est forcée d'épouser le nouveau roi, Bagrat V. En quelques mois, sa tante l'oblige à divorcer et à renverser Bagrat V. Kethevan se remarie avec un prince de la famille Gogoberidze. |
|                                                | Nestan-Daredjan Bagration (morte en 1668) Reine d'Iméréthie (seconde fois ; septembre 1660 - 1661)                                              | Vakhtang Ier (septembre 1660 - 1661)                           | Maison Bagration Teimouraz Ier de Kakhétie (1587 - janvier 1663) Khvarachan Darejan Bagration (morte en 1659) | En septembre 1660, après le refus du roi Bagrat IV d'épouser Nestan-Daredjan, l'ancienne reine fait aveugler et déposer le nouveau roi et reprend le pouvoir avec son nouveau mari, le petit noble Vakhtang Tchoutchounachvili. En moins d'un an, les nobles du royaume se révoltent contre ce coup d'État et renversent Nestan-Daredjan et son époux, qui sont emprisonnés par le prince Vameq de Mingrélie. |
|                                                | Hélène Gourieli Reine d'Iméréthie (1661) | Vameq Ier (1661)                                               | Maison Gourieli Simon de Gourie (1606 - après 1672) Mariam Dadiani (morte en 1682) | La reine Hélène règne pendant le court royaume de son mari, qui est renversé en quelques mois par une invasion du roi Vakhtang V de Karthli. Héritière de la principauté puissante de Gourie, elle est donnée en mariage alors que Vameq est toujours prince de Mingrélie pour former une alliance entre les deux vassaux du roi d'Iméréthie et donne probablement naissance aux cinq enfants de Vameq. |
| Célibat du roi Bagrat V (1661)                 | |                                                                | | |
|                                                | N.N. Tsitsichvili Reine d'Iméréthie (durée de mariage inconnue)                                                                                 | Artchil (1661 - 1663)                                          | Maison Tsitsichvili Nodar Tsitsichvili | Fille probable du poète Nodar Tsitsichvili, cette reine reste peu connue. Elle donne naissance à la princesse Daredjan Bagration, qui vit en Russie jusqu'en 1739. |
| Célibat du roi Démétrius III (1663 - 1664)     | |                                                                | | |
|                                                | Tamar Bagration Reine d'Iméréthie (première fois ; 1664 - 1668)                                                                                 | Bagrat V (1664 - 1668)                                         | Maison Bagration Constantin Ier de Moukhran (vers 1618 - 1667) Daredjan Abachidze (morte en 1657) | Tamar est la sœur de la princesse Titia, première femme de Bagrat V. Mère d'au moins un fils (le prince Georges), le couple royal divorce en 1678 et Tamar épouse le prince Léon III de Mingrélie. |
|                                                | Nestan-Daredjan Bagration (morte en 1668) Reine d'Iméréthie (troisième fois ; 1668)                                                             | Vakhtang Ier (1668)                                            | Maison Bagration Teimouraz Ier de Kakhétie (1587 - janvier 1663) Khvarachan Darejan Bagration (morte en 1659) | Nestan-Daredjan et son mari sont remis sur le trône temporairement en 1668 grâce à une invasion ottomane. Mais une rébellion au sein du palais mène au meurtre du couple royal en moins d'un an. |
|                                                | Tamar Bagration Reine d'Iméréthie (seconde fois ; 1668 - 1678)                                                                                  | Bagrat V (1668 - 1678)                                         | Maison Bagration Constantin Ier de Moukhran (vers 1618 - 1667) Daredjan Abachidze (morte en 1657) | Voir ci-dessus |
|                                                | Kethevan Bagration (1648 - 5 mai 1719) Reine d'Iméréthie (seconde fois ; 1678 - 1679)                                                           | Artchil Ier (1678 - 1679)                                      | Maison Bagration David Ier de Moukhran (mort en 1648) Hélène Diasamidze Meskhe | Reine pour la première fois en 1660 lors du règne de Bagrat V, Kethevan se retrouve otage des Ottomans jusqu'en 1668, quand le roi Vakhtang V de Karthli achète la liberté de la princesse pour l'offrir en mariage à son fils, Artchil. Les deux se marient le 22 mars 1668 et Artchil s'appuie sur la popularité de sa femme en Iméréthie pour reconquérir la couronne en 1678. |
|                                                | Tamar Bagration Reine d'Iméréthie (troisième fois ; 1679 - 1681)                                                                                | Bagrat V (1679 - 1681)                                         | Maison Bagration Constantin Ier de Moukhran (vers 1618 - 1667) Daredjan Abachidze (morte en 1657) | Voir ci-dessus |
|                                                | Nina Gourieli Reine d'Iméréthie (première fois ; 1681)                                                                                          | Alexandre IV (1681)                                            | Maison Gourieli | Fille d'un noble cadet de la dynastie souveraine en Gourie, Nina reste l'épouse d'Alexandre IV jusqu'en 1691. Cette année, elle donne naissance à une fille et son époux se remarie dans des circonstances mystérieuses. |
|                                                | Daredjan Bagration Reine d'Iméréthie (1681 - 1682)                                                                                              | Georges IV (1681 - 1683)                                       | Maison Bagration Bagrat V d'Iméréthie (1647 - 1681) Tamar Bagration | Fille du roi Bagrat V, elle devient reine durant la crise de succession en Iméréthie lorsque son mari, le prince Georges de Gourie, prend possession de la couronne. Une fois roi, George IV divorce. Daredjan épouse le prince Paata de Sabachidzo en 1683. En 1685, l'ancienne reine épouse le duc Papouna de Ratcha, avec qui elle a plusieurs enfants. Par la suite, ses traces sont perdues. |
|                                                | Nina Gourieli Reine d'Iméréthie (seconde fois ; 1683 - 1689)                                                                                    | Alexandre IV (1683 - 1689)                                     | Maison Gourieli | Voir ci-dessus |
|                                                | Kethevan Bagration (1648 - 5 mai 1719) Reine d'Iméréthie (troisième fois ; 1689 - 1691)                                                         | Artchil Ier (1689 - 1691)                                      | Maison Bagration David Ier de Moukhran (mort en 1648) Hélène Diasamidze Meskhe | Voir ci-dessus |
|                                                | Tamar Abachidze (1681 - 1708) Reine d'Iméréthie (première fois ; 1691 - 1695)                                                                   | Alexandre IV (1691 - 1695)                                     | Maison Abachidze Georges VI d'Iméréthie (mort le 15 octobre 1722) N.N. Mikeladze | Tamar est donnée en mariage par son père Georges Abachidze à l'âge de 10 ans au roi Alexandre IV, qui est toujours marié à Nina Gourieli jusqu'en septembre 1691, afin de consolider le pouvoir de son père au sein de la cour royale. Elle donne naissance à une fille, avant l'âge de 14 ans, et devient veuve en 1695. |
|                                                | Kethevan Bagration (1648 - 5 mai 1719) Reine d'Iméréthie (quatrième fois ; 1695 - 1696)                                                         | Artchil Ier (1695 - 1696)                                      | Maison Bagration David Ier de Moukhran (mort en 1648) Hélène Diasamidze Meskhe | Voir ci-dessus |
|                                                | Tamar Abachidze (1681 - 1708) Reine d'Iméréthie (seconde fois ; 1696 - 1698)                                                                    | Georges V Gotcha (1696 - 1699                                  | Maison Abachidze Georges VI d'Iméréthie (mort le 15 octobre 1722) N.N. Mikeladze | En 1696, la veuve d'Alexandre IV est offerte en mariage au prince Georges Gotcha, qui est placé sur le trône d'Iméréthie la même année par le père de Tamar. Elle devient populaire à travers le royaume et gagne une plus large influence sur les affaires internes que son mari. Son règne ne dure que trois ans et Tamar doit épouser Georges IV de Mingrélie en 1700. |
|                                                | Kethevan Bagration (1648 - 5 mai 1719) Reine d'Iméréthie (cinquième fois ; 1698)                                                                | Artchil Ier (1698)                                             | Maison Bagration David Ier de Moukhran (mort en 1648) Hélène Diasamidze Meskhe | Kethevan devient une dernière fois reine d'Iméréthie pendant quelques mois en 1698. Bientôt, son mari est renversé et le couple royal s'exile en Russie. Après la mort de son mari, elle lui succède comme gouvernatrice de Vsekhsvyatskoye et de Lyskovo, avant de mourir en 1719. |
|                                                | Anica Abachidze (morte après 1731) Reine d'Iméréthie (1698 - 1700)                                                                              | Simon (1698 - 1701)                                            | Maison Abachidze Georges VI d'Iméréthie (mort le 15 octobre 1722) | Petite sœur de l'ancienne reine Tamar Abachidze, elle épouse le nouveau roi Simon Ier en 1698, avant de divorcer en 1700. Plus tard, elle épouse le noble Lomkatsi Tchidjavadze, et meurt après 1731. |
|                                                | N.N. Gourieli Reine d'Iméréthie (1700 - 1701)                                                                                                   | Simon (1698 - 1701)                                            | Maison Gourieli Georges IV d'Iméréthie (1652 - 1684) | Cette princesse de Gourie épouse Simon Ier en 1700 après le divorce du roi. Après la mort de Simon un an plus tard, ses traces sont perdues. |
|                                                | Hélène Abachidze (morte après 1772) Reine d'Iméréthie (1701 - 1702)                                                                             | Mamia (1701-1702)                                              | Maison Abachidze Georges VI d'Iméréthie (mort le 15 octobre 1722) | Hélène est la sœur aînée des reines Tamar et Anica Abachidze. Elle est offerte, comme celles-ci, par son père en mariage pour consolider son pouvoir politique. En 1698, elle épouse le prince Mamia de Gourie, qui devient roi d'Iméréthie grâce au meurtre de Simon Ier en 1701. Elle donne naissance aux deux fils de Mamia, mais celui-ci divorce en 1711 en revenant au pouvoir. Elle meurt après 1772. |
|                                                | N.N. Lortkipanidze Reine d'Iméréthie (1702 - 1707)                                                                                              | Georges VI Abachidze (1702 - 1707)                             | Maison Lortkipanidze Bejan Lortkipanidze | Cette reine est l'ancienne épouse du duc Papouna de Ratcha et épouse Georges VI Abachidze en 1698 en tant que sa troisième femme. Peu reste connu sur sa vie, mais elle disparaît dès 1714, quand Georges VI épouse une nouvelle femme. |
|                                                | Rodam Bagration Reine d'Iméréthie (première fois ; 1707 - 1711)                                                                                 | Georges VII (1707 - 1711)                                      | Maison Bagration Georges XI de Karthli (né après 1648 - mort le 23 avril 1709) Khoarassan Mikeliadze (morte le 24 février 1695) | Princesse royale du royaume voisin de Karthli, Rodam épouse le prince Georges d'Iméréthie en 1703 durant la crise de succession au trône. Elle devient reine en 1707, puis une seconde fois en 1712, mais le roi Georges VII divorce en 1714. |
|                                                | Tamar Tchkheidzé (morte en 1715) Reine d'Iméréthie (première fois ; 1711 - 1712)                                                                | Mamia (1711 - 1712)                                            | Maison Tchkheidzé Papouna Tchkheidzé N.N Lortkipanidze | Le roi Mamia reprend le pouvoir en 1711 et va en Karthli pour épouser l'ancienne femme du noble Papouna Mkheidze, Tamar Tchkheidzé. Celle-ci devient reine d'Iméréthie et, entre 1712 et 1713, princesse de Gourie. Après la mort de Mamia en 1714, elle demeure reine en épousant le roi Georges VII d'Iméréthie, mais meurt en 1715. |
|                                                | Rodam Bagration Reine d'Iméréthie (seconde fois ; 1712 - 1713)                                                                                  | Georges VII (1712 - 1713)                                      | Maison Bagration Georges XI de Karthli (né après 1648 - mort le 23 avril 1709) Khoarassan Mikeliadze (morte le 24 février 1695) | Voir ci-dessus |
|                                                | Tamar Tchkheidzé (morte en 1715) Reine d'Iméréthie (seconde fois ; 1713 - 1715)                                                                 | Mamia (1713 - 5 janvier 1714)                                  | Maison Tchkheidzé Papouna Tchkheidzé N.N Lortkipanidze | Voir ci-dessus |
| Georges VII (5 janvier 1714 - 27 février 1720) | Tamar Tchkheidzé (morte en 1715) Reine d'Iméréthie (seconde fois ; 1713 - 1715)                                                                 |                                                                | Maison Tchkheidzé Papouna Tchkheidzé N.N Lortkipanidze | Voir ci-dessus |
|                                                | Tamar Gourieli (morte en 1742) Reine d'Iméréthie (1716 - 27 février 1720)                                                                       | Maison Gourieli Mamia Ier d'Iméréthie (mort le 5 janvier 1714) | Tamar est l'ancienne femme du prince Georges IV de Mingrélie, qui divorce en 1714. Membre de la puissante dynastie des souverains de Gourie, elle devient une reine influente par son mariage en 1716, mais ne règne que quatre ans avant la mort de son mari. Tamar continue à avoir de l'influence sur la cour royale jusqu'à son assassinat en 1742, sur les ordres de son beau-fils, le roi Alexandre V. | |
|                                                | Hélène-Khouaramzi Dadiani Reine d'Iméréthie (27 février 1720 - juin 1720)                                                                       | Georges VIII (27 février 1720 - juin 1720)                     | Maison Dadiani Bejan de Mingrélie (mort en 1728) Tamar Gelovani | Fille aînée du prince de Mingrélie, elle épouse d'abord le noble Georges de Sanakachidzo, mais divorce en janvier 1717 pour épouser le prince Georges de Gourie, qui devient roi pendant trois mois en 1720. Après la mort de son mari en 1726, elle se remarie avec le duc Kochita III de Ratcha en 1728. |
|                                                | Mariam Dadiani (morte avant décembre 1732) Reine d'Iméréthie (1721 - ?)                                                                         | Alexandre V (juin 1720 - 1741)                                 | Maison Dadiani Bejan de Mingrélie (mort en 1728) Tamar Gelovani | Mariam est la sœur de Hélène-Khouaramzi et devient l'épouse du roi Alexandre V en 1721. Elle donne naissance à un fils et une fille avant de mourir, probablement en 1732. |
|                                                | Tamar Abachidze Reine d'Iméréthie (première fois ; 23 décembre 1732 - 1741)                                                                     | Alexandre V (juin 1720 - 1741)                                 | Maison Abachidze Levan Abachidze | La princesse Tamar, surnommée « Taba » par ses contemporains, épouse le roi veuf le 23 décembre 1732. Peu est connu sur sa vie, mais elle donne naissance à cinq enfants, dont le plus jeune après 1741. |
| Célibat du roi Georges IX (1741)               | |                                                                | | |
|                                                | Tamar Abachidze Reine d'Iméréthie (seconde fois ; 1741 - mars 1752)                                                                             | Alexandre V (1741 - mars 1752)                                 | Maison Abachidze Levan Abachidze | Voir ci-dessus |
| Célibat du roi Georges IX (1752)               | |                                                                | | |
|                                                | Mariam Dadiani Reine d'Iméréthie (première fois ; 1752 - 1766)                                                                                  | Salomon Ier (1752 - 1766)                                      | Maison Dadiani Otia Ier de Mingrélie | Fille du prince de Mingrélie, la reine Mariam épouse Salomon Ier lorsque celui-ci devient roi en 1752, afin de former une alliance entre le royaume et la principauté puissante. Elle donne naissance à un fils et deux filles, mais meurt vers 1780. |
|                                                | N.N. Tchkheidzé Reine d'Iméréthie (1766 - 1768)                                                                                                 | Teimouraz Ier (1766 - 1768)                                    | Maison Tchkheidzé Rostom Ier de Ratcha Mariam Tsulukidze | Héritière de la famille souveraine du duché de Ratcha, cette princesse se nomme soit Anne, Mélanie ou Euphémie. Elle ne règne que pendant deux ans, jusqu'au renversement de son mari en 1768 (la suite de sa vie est inconnue). Elle est probablement la mère du prince royal David, qui meurt en 1815. |
|                                                | Mariam Dadiani Reine d'Iméréthie (seconde fois ; 1768 - 1780)                                                                                   | Salomon Ier (1768 - 23 avril 1782)                             | Maison Dadiani Otia Ier de Mingrélie | Voir ci-dessus |
|                                                | Goulkhana Tsulukidze Reine d'Iméréthie (? - 23 avril 1782)                                                                                      | Salomon Ier (1768 - 23 avril 1782)                             | Maison Tsulukidze | Cette princesse, née en 1730 fille d'un noble haut-placé, épouse probablement le roi en 1780 après la mort de la reine Mariam, à l'âge de 50 ans. Elle ne règne que deux ans, quand son époux meurt. Elle reste en vie jusqu'en 1800 et est enterrée dans le monastère de Ghélati. |
|                                                | Anne Jambakour-Orbeliani (17 juillet 1765 - 4 juin 1832) Reine d'Iméréthie (1782 - 1792) Tsarita Imeretinskaïa 12 septembre 1804 - 4 juin 1832) | David II (1782 - 1792)                                         | Maison Orbeliani Mamouka Jambakour-Orbeliani N.N. Sidamoni | Petite nièce du roi Héraclius II de Kartl-Kakhétie, elle est élevée par le roi à Telavi après la mort de son père en 1770. Vers 1781, elle épouse le prince David d'Iméréthie, qui organise un coup d'État et devient roi en 1784. Quand son mari est renversé, il part en exil et laisse Anne en otage à la cour de Salomon II. En 1798, elle est secourue par Héréclius II, qui lui offre des domaines en Karthli, mais Salomon II tente de la capturer en 1802. Elle se réfugie dans l'Empire russe, où elle obtient le titre de tsarita jusqu'à sa mort en 1832. |
|                                                | Mariam Dadiani (1783 - 18 mars 1841) Reine d'Iméréthie (1792 - 20 février 1810)                                                                 | Salomon II (1792 - 20 février 1810)                            | Maison Dadiani Katsia II de Mingrélie (mort le 6 décembre 1788) Elizabeth Bagration (née le 25 mars 1750 ; morte avant le 8 mai 1770) | Fille du prince de Mingrélie, elle est offerte en mariage au roi Salomon II à l'âge de 9 ans en gage de paix entre l'Iméréthie et la principauté. Elle reste reine jusqu'à l'abolition du royaume par l'Empire russe en 1810 et est ensuite emprisonnée par les autorités russes jusqu'à son évasion vers la Mingrélie. En 1815, à la mort de son époux en exil à Trébizonde, elle emménage à Moscou, où elle est traitée comme une noble russe. Elle meurt en 1841.                                                                                                 |

### Conjointes des prétendants au trône
| Portrait                                                           | Nom et titre(s) | Conjoint (Période de prétendance)                                   | Filiation                                                                           | Éléments biographiques |
| ------------------------------------------------------------------ | --- | ------------------------------------------------------------------- | ----------------------------------------------------------------------------------- | --- |
|                                                                    | Donna Maria Teresa Mertins Lopez del Domago Princesse royale Imeretinskaïa (22 septembre 1822 - ?)                                | Prince Constantin (III) Imeretinski (7 décembre 1815 - 3 mai 1844)  | Famille Lopez del Domago Dionisio Pedro Lopez del Domago Donna Maria Teresa Mertins | Fille du consul portugais à Saint-Pétersbourg, la comtesse épouse le prince héritier Constantin en 1815, la même année où Salomon II meurt en exil, après avoir désigné Constantin comme chef de la maison royale d'Iméréthie. Le couple a deux enfants, mais elle disparait après la naissance de son second fils en janvier 1831.                                                                              |
|                                                                    | Ekaterina Sergeievna Strakhova (morte le 22 octobre 1875)                                                                         | Prince Constantin (III) Imeretinski (7 décembre 1815 - 3 mai 1844)  | Famille Strakhov Sergueï Strakov                                                    | L'origine roturière de la troisième épouse du Prince Constantin l'empêche de prendre le titre de princesse. Elle donne naissance au futur gouverneur-général de Varsovie, Alexandre Imeretinski. Elle devient veuve en 1844, et meurt plus de 30 ans plus tard. |
| Célibat du prince Constantin (IV) Imeretinski (3 mai 1844 - 1846)  | |                                                                     |                                                                                     | |
|                                                                    | Anna Mikhailovna Kotlairevskaïa Princesse royale Imeretinskaïa (1846 - ?)                                                         | Prince Constantin (IV) Imeretinski (3 mai 1844 - 27 décembre 1885)  | Famille Kotlairevski Mikhail Kotlairevski                                           | D'origine inconnue, cette princesse russe qui épouse le prince héritier d'Iméréthie en 1846 est mal connue. Elle meurt après la naissance de son troisième fils en 1850. |
|                                                                    | Nadejda Ivanovna Rubetz (16 septembre 1839 - ?) Princesse royale Imeretinskaïa (durée de mariage inconnue)                        | Prince Constantin (IV) Imeretinski (3 mai 1844 - 27 décembre 1885)  | Famille Rubetz Ivan Philipovitch Rubetz Anna Petrovna Nemirovitch-Dantchenko        | D'origine russe, la princesse Nadejda a 17 ans quand elle donne naissance à sa fille, Mariam Imeretinskaïa. |
|                                                                    | Olga Feodorvna von Mengden (1852 - 1911) Princesse royale Imeretinskaïa (27 décembre 1885 - 1888)                                 | Prince Michel (II) Imeretinski (27 décembre 1885 - 1888)            | Maison von Mengden Moritz Fredrik von Mengden (20 août 1820 - ?) Anna Beljaev       | Venant d'une famille noble allemande, Olga épouse le prince Michel en 1880 et est la mère des quatre enfants. Elle devient veuve en 1888 et meurt en 1911. |
| Célibat du prince Georges (X) Imeretinski (1888 - 1896)            | |                                                                     |                                                                                     | |
|                                                                    | Lydia Nikolievna Klimova (1er mai 1880 - 20 février 1856) Princesse royale Imeretinskaïa (1896 - 26 mars 1932)                    | Prince Georges (X) Imeretinski (1888 - 26 mars 1932)                | Famille Klimov Nikolai Trofimovitch Klimov Pelagia Afanasievna Yakovleva            | Venant d'une famille de petits nobles russes, Lydia épouse le prince héritier d'Iméréthie Georges Imeretinski à l'âge de 16 ans, en 1896. En raison de la Révolution russe de 1917, le couple émigre aux États-Unis, où elle réside en Californie jusqu'à la mort de son mari. Elle emménage par la suite en France, où elle meurt en 1956.                                                                      |
|                                                                    | Avril Joy Mullens (27 avril 1910 - 28 novembre 1978) Princesse royale Imeretinski (26 mars 1932 - 14 novembre 1932)               | Prince Georges (XI) Imeretinski (26 mars 1932 - 24 mars 1972)       | Famille Mullens Sir John Ashley Mullens Evelyne Maude Adamson                       | Noble britannique, la jeune Avril Joy épouse à 16 ans le prince Georges Imeretinski en 1925. Le couple se sépare en 1932 sans enfant. Elle épouse par la suite l'entrepreneur Ernest Aldrich Simpson, avec qui elle voyage à travers le monde. En 1948, le Miami News la décrit comme une personnalité sportive qui vit dans la haute société américaine jusqu'à sa mort, lors d'un accident de voiture en 1978. |
|                                                                    | Margaret Venetia Nancy Strong (1er décembre 1912 - 16 octobre 1990) Princesse royale Imeretinski (17 juillet 1933 - 24 mars 1972) | Prince Georges (XI) Imeretinski (26 mars 1932 - 24 mars 1972)       | Famille Strong Rupert Stanley Stron Helen Nora Margaret Strousberg                  | En 1933, le prince Georges Imeretinski épouse Margaret Venetia Nancy, fille du révérend Rupert Stanley Strong. Elle survit la mort de son mari en 1972 et vit à Cheltenham, où elle exploite une auberge jusqu'à sa mort en 1990. |
|                                                                    | Romina Lorraine (morte le 6 novembre 1974) Princesse royale Imeretinski (? - 6 novembre 1974)                                     | Prince Constantin (V) Imeretinski (24 mars 1972 - 20 novembre 1978) | Famille Lorraine                                                                    | Les sources disponibles n'offrent pas d'éléments sur la vie de Romina Lorraine, qui meurt à Londres en 1974, sans enfant. |
| Célibat du prince Constantin (V) Imeretinski (1974 - 1978)         | |                                                                     |                                                                                     | |
| Célibat de la princesse Nino Imeretinskaïa (1978 - 2007)           | |                                                                     |                                                                                     | |
| 2007 : renonciation à toute revendication sur le trône d'Iméréthie | |                                                                     |                                                                                     | |